# Vallanzaska
I Vallanzaska sono un gruppo musicale ska italiano nato a Milano, fra i pionieri dello ska-punk.

## Storia del gruppo
Il gruppo nacque a Milano il 14 febbraio del 1991, come cover band, tra gli altri, dei Madness e degli Specials, ma cominciarono ben presto a scrivere pezzi propri fino a diventare una delle ska band più famose d'Italia. Del 1993 è la prima pubblicazione, un EP in vinile rosso in edizione limitata di 1000 copie della Nutty Life Records condiviso con un'altra band ska, la Skala di Fiura: due pezzi per gruppo, sul lato A la Skala di Fiura e i Vallanzaska sul lato B.
Nel 1994 uscì il loro primo album autoprodotto, Otto etti di ottagoni netti, successivamente ristampato con l'aggiunta di alcuni pezzi live. Negli anni successivi iniziarono a farsi apprezzare, tanto che il secondo album Cheope, uscito nel 1998 prodotto dall'etichetta indipendente Face Records e distribuito da Sony, fu subito un successo.  Della canzone Cheope venne realizzato anche il primo videoclip del gruppo, inserito nel palinsesto della neonata tv satellitare All Music.
Con il loro terzo disco, Ancora una fetta, uscito nel 2001, i Vallanzaska si prepararono per presentarsi al grande pubblico.  Vennero infatti girati allo Studio 80 di Amsterdam due videoclip di brani tratti dall'album, Licantropite e Loris & Efrem. Discreto successo anche per il video di Si si si No no no, estratto dall'omonimo album, uscito nel 2004 per Maninalto! Records.
Tra l'altro la canzone divenne anche sigla della trasmissione televisiva Super Ciro (Ciro, il figlio di Target), con un lieve adattamento nel testo (Ciro sì, Ciro no). Al programma i Vallanzaska partecipano anche nelle gag con alcuni dei comici. Dopo Cose spaventose che è uscito il 19 maggio 2007, esce "iPorn" nel marzo 2010. Per festeggiare i primi 20 anni di carriera nel 2011 pubblicano l'album "The Best Spaghetti Ska". Un altro album di inediti vede la luce nel 2014 ed è "Thegenerazione".
Per festeggiare i 25 anni di carriera nel 2016 partono per un Tour di 25 date che poi, visto il successo di affluenza e di richieste, arriverà a toccarne 50.
Nel 2015 il cantante Davide Romagnoni è stato arrestato per sospetto terrorismo in Egitto. La storia è raccontata nel libro "Ma quale vacanza d'Egitto?" scritto dallo stesso Romagnoni.
Nel 2017 esce il nuovo album di inediti Orso Giallo, nel 2019 l'EP VZK.

## Nome
Il nome Vallanzaska deriva dal criminale italiano Renato Vallanzasca; oltre ad averne tratto il nome, i Vallanzaska hanno dedicato a lui le canzoni Apologia di Renato, Boys from Comasina, Genova e Fine amore mai.

## Formazione
- Davide Romagnoni – (DAVA) voce (1991 - attuale)
- Lucio Contini – (LUCIUS) chitarra (1991 - attuale)
- Domenico Santoro – (MIMMUZZO) tastiera (2015 - attuale)
- Luca Specchio – (SPEKKIO) sassofono (2005 - attuale)
- Andrea Vagnoni – (VANNY) basso (2005 - attuale)
- Francesco Piras – tromba (2007 - attuale)
- Davide Bini – batteria (2007 - attuale)

## Discografia

### Album in studio
- 1992 – Split Cd w/ Skala di Fiura'
- 1995 – Otto etti di ottagoni netti
- 1998 – Cheope
- 2000 – Otto etti di ottagoni netti PLUS
- 2001 – Ancora una fetta
- 2004 – Si si si No no no
- 2007 – Cose spaventose
- 2010 – iPorn
- 2014 – Thegenerazione
- 2017 – Orso Giallo

### Raccolte
- 2011 – The Best Spaghetti Ska 1991 – 2011

### Extended play
- 2019 – VZK

### Partecipazioni a compilation
- 1998 – ITALIAN SKA INVASION – Lilium/Sony
- 1998 – MONDO BEAT VOL.1 – Audiar/Sony
- 1999 – ROCK SOUND VOL.12
- 1999 – RUMORE DI FONDO VOL.1 – Decibel Records
- 1999 – ESCUELA DE OFICIOS (Mattoni e musica per Cuba) – Audiar
- 2001 – ROCK SOUND VOL.34
- 2001 – RUMORE DI FONDO VOL.2 – Decibel Records
- 2002 – LET'S SKA COMPILATION – TUTTO Musica e Spettacolo
- 2003 –  ANTI-TOUR – Rude Records
- 2003 –  PUNK E CONTAMINAZIONI VOL.2 – Sana Records/Audioglobe
- 2004 – THE ITALIAN JOB – Rock Star
- 2004 – ROCK FM “MADE IN ITALY VOL.1” - Alternative Produzioni/Venus
- 2004 – MANTOVA MUSICA FESTIVAL VOL.1 – Upr/Edel
- 2004 – TAVA ROCK 2004 – Tavagnasco Rock Festival
- 2004 – RESKA COMPILATION VOL.1– ViviCatania.net
- 2005 – IXIS & STEVE MEETS FRIENDS – Ammonia Records
- 2005 – MANTOVA MUSICA FESTIVAL VOL.2 - Upr/Edel
- 2005 – LA BATTAGLIA DI CANNE – Ricky Gianco/Manifesto
- 2005 – WALKING TO THE BEAT – Skalp Records
- 2006 – SKANNIBAL PARTY VOL.6 – Mad Butcher/Kob
- 2007 – ROCK SOUND VOL.112
- 2008 – LA GIORNATA DI SIDI E KARISA - EMI
- 2009 – ROCK AGAINST SILVIO – 4 Chords Records
- 2009 – NON ME NE LAVO MILANO! – Mi Indies
- 2009 – DAL PROFONDO – Latlantide/Giucar Services
- 2012 – ROCK 4 GENOVA – Wynona Records
- 2012 – MEI VS ROCKSTAR – www.rockstar.it
- 2010 – ALIVE & SKANKIN!
- 2018 – THE ITALIAN SKA MEETS THE WORLD VOL:1
- 2019 – THE ITALIAN SKA MEETS THE WORLD VOL:.2